# Ivica Dačić
Ivica Dačić (szerb cirill betűkkel Ивица Дачић, magyar átírással Ivica Dacsity, Prizren, 1966. január 1. –) szerb politikus, a Szerbiai Szocialista Párt (SPS) elnöke. 2012. július 27. és 2014. április 27. között Szerbia miniszterelnöke. Jelenleg Aleksandar Vučić kormányában miniszterelnök-helyettes és külügyminiszter.

## Életpályája
A Szerbiai Szocialista Párt ifjúsági szervezetének elnökeként politizált 1990-től, majd 1992-től Slobodan Milošević mellett dolgozott szóvivőként.